# Angelika Wetterer
Angelika Wetterer (* 26. Februar 1949 in Hamburg) ist eine deutsche Soziologin. Ihre Forschungsschwerpunkte auf dem Gebiet der Arbeit im Zusammenhang mit der Geschlechterforschung sind u. a. die Themen Arbeitsteilung und Geschlechterkonstruktion, feministische Wissenschafts- und Gesellschaftstheorie sowie die Frauen- und Gleichstellungspolitik in praktischer wie theoretischer Perspektive.

## Leben
Wetterer nahm 1969 zunächst ein Studium der Germanistik und des Sports auf, tauschte letzteres 1971 in Soziologie ein. Ihr Studium an den Universitäten Hamburg und Freiburg beendete sie 1975. Im Jahr 1979 erfolgte ihre Promotion an der Freiburger Universität, die sie mit summa cum laude abschloss. In den folgenden Jahren war sie bis in die 2000er Jahre hinein als wissenschaftliche Mitarbeiterin, Lehrbeauftragte und Dozentin an verschiedenen Universitäten tätig. In dieser Zeit war sie auch an mehreren Forschungsprojekten beteiligt.
2002 habilitierte sie sich an der Universität Kassel, an der sie bis 2005 als Privatdozentin tätig war. Es folgten Gastprofessuren an der Universität Graz (Sommersemester 2004) und Universität Wien (Wintersemester 2004/2005). 2005 erfolgte ihre Berufung an die Universität Graz. Seit Oktober 2014 ist sie im Ruhestand.

## Schriften (Auswahl)
Monographien
- Publikumsbezug und Wahrheitsanspruch. Der Widerspruch zwischen rhetorischem Ansatz und philosophischem Anspruch bei Gottsched und den Schweizern, Tübingen: Niemeyer 1981, ISBN 3-484-18068-4 (zugleich Dissertation, Freiburg im Breisgau, 1979)
- Arbeitsteilung und Geschlechterkonstruktion. „Gender at work“ in theoretischer und historischer Perspektive, Konstanz: UVK-Verlags-Gesellschaft 2002, ISBN 3-89669-787-0

Sammelbände
- gemeinsam mit Aylâ Neusel (Hrsg.): Vielfältige Verschiedenheiten. Geschlechterverhältnisse in Studium, Hochschule und Beruf.Frankfurt am Main/New York 1999.
- gemeinsam mit Gudrun-Axeli Knapp (Hrsg.): Achsen der Differenz, Münster 2003.
- gemeinsam mit Regine Gildemeister(Hrsg.): Erosion oder Reproduktion geschlechtlicher Differenzierungen? Widersprüchliche Entwicklungen in professionalisierten Berufsfeldern und Organisationen, Münster 2007.
- gemeinsam Brigitte Aulenbacher (Hrsg.): Arbeit. Perspektiven und Diagnosen der Geschlechterforschung, Münster 2009.
- gemeinsam mit Erna Appelt und Brigitte Aulenbacher (Hrsg.): Gesellschaft. Feministische Krisendiagnosen, Münster 2013.